# Ронђо Супериоре (Бјела)
Ронђо Супериоре је насеље у Италији у округу Бијела, региону Пијемонт.
Према процени из 2011. у насељу је живело 106 становника. Насеље се налази на надморској висини од 342 м.